# Subdivisões do País de Gales
O País de Gales (Wales, em inglês) está dividido em 22 autoridades unitárias que são responsáveis por todas as provisões governamentais, incluindo: educação, trabalho social, desenvolvimento, serviços de trânsito, etc. As subdivisões no País de Gales recebem o nome em inglês de "Principal Area" (região dirigente, administrativa).
| Principal Areas (regiões dirigentes) do País de Gales |
| 1. Merthyr Tydfil (Merthyr Tudful) 2. Caerphilly (County Borough) (Caerffili) 3. Blaenau Gwent 4. Torfaen 5. Monmouthshire (Sir Fynwy) 6. Newport (Casnewydd) 7. Cardiff (Caerdydd) 8. Vale of Glamorgan (Bro Morgannwg) 9. Bridgend (Pen-y-bont ar Ogwr) 10. Rhondda Cynon Taf 11. Neath Port Talbot (Castell-nedd Port Talbot) 12. Swansea (Abertawe) 13. Carmarthenshire (Sir Gaerfyrddin) 14. Ceredigion 15. Powys 16. Wrexham (Wrecsam) 17. Flintshire (Sir y Fflint) 18. Denbighshire (Sir Ddinbych) 19. Conwy 20. Gwynedd 21. Isle of Anglesey (Ynys Môn) 22. Pembrokeshire (Sir Benfro) |

## População
Esta é uma lista das principal areas ordenadas por população.
| Posição | Principal area     | População |
| ------- | ------------------ | --------- |
| 1       | Cardiff            | 321 000   |
| 2       | Rhondda Cynon Taff | 233 700   |
| 3       | Swansea            | 228 100   |
| 4       | Carmarthenshire    | 179 500   |
| 5       | Caerphilly         | 171 800   |
| 6       | Flintshire         | 150 500   |
| 7       | Newport            | 140 200   |
| 8       | Neath Port Talbot  | 137 400   |
| 9       | Bridgend           | 133 900   |
| 10      | Powys              | 132 000   |
| 11      | Wrexham            | 131 900   |
| 12      | Vale of Glamorgan  | 124 000   |
| 13      | Gwynedd            | 118 400   |
| 14      | Pembrokeshire      | 117 900   |
| 15      | Conwy              | 111 700   |
| 16      | Denbighshire       | 97 000    |
| 17      | Torfaen            | 91 100    |
| 18      | Monmouthshire      | 88 200    |
| 19      | Ceredigion         | 77 800    |
| 20      | Blaenau Gwent      | 69 200    |
| 21      | Anglesey           | 69 000    |
| 22      | Merthyr Tydfil     | 55 600    |